# Volo United Airlines 227
Il volo United Airlines 227 (N7030U), un volo passeggeri di linea partito dall'aeroporto LaGuardia di New York City all'Aeroporto Internazionale di San Francisco, California, si schiantò prima di arrivare sulla pista durante il tentativo di atterraggio programmato all'aeroporto internazionale di Salt Lake City, Utah, giovedì 11 novembre 1965.
Il Boeing 727 coinvolto era stato consegnato alla United Airlines solo sette mesi prima, ad aprile, e aveva meno di 1.800 ore di volo.

## I dettagli dell'incidente
Il volo 227, operato da un Boeing 727-22, codice di registrazione N7030U, partì dall'aeroporto LaGuardia alle 08:35 MST (10:35 EST) per San Francisco, con alcuni scali programmati a Cleveland, Chicago, Denver e Salt Lake City. Il volo per Denver era di routine. A Denver salì un nuovo equipaggio: il capitano Gale C. Kehmeier, il primo ufficiale Philip E. Spicer e il secondo ufficiale Ronald R. Christensen. Il Boeing decollò da Denver alle 16:54 MST, pochi minuti dopo il tramonto.
Durante il volo il primo ufficiale era ai comandi sotto la supervisione del capitano. Alle 17:35 ricevettero l'autorizzazione a scendere a 16.000 piedi (4.900 m) dal Centro di controllo del traffico della rotta aerea di Salt Lake City.
Alle 17:47, ora sotto la direzione del controllo del terminal, il 727 venne autorizzato all'avvicinamento. Alle 17:48, in risposta alla richiesta del controllore per l'altitudine dell'aereo, il pilota rispose "Va bene, abbiamo rallentato a due e cinquanta (250 nodi (460 km/h; 290 mph)) e siamo a dieci (10.000 piedi) (3.000 m)), ora abbiamo la pista (34L) in vista, la passeremo e resteremo in attesa con il vostro traffico." L'aereo iniziò a scendere, ma la sua velocità di discesa era di circa 2.300 piedi (700 m) al minuto, quasi tre volte la velocità di discesa raccomandata.
Alle 17:49:30 circa, l'aereo superò il radiofaro esterno a 5,7 miglia (9,2 km) dalla soglia della pista a circa 8.200 piedi (2.500 m), oltre 2.000 piedi (610 m) sopra il normale sentiero di discesa. L'elevazione dell'aeroporto di Salt Lake City è di 4.227 piedi (1.288 m) sul livello del mare.
A circa 17:51, un minuto prima dell'impatto, l'aereo superò i 6.300 piedi (1.900 m); era ancora a 1.300 piedi (400 m) al di sopra del normale pendio di discesa e continuava a scendere a 2.300 piedi (700 m) al minuto. In questo lasso di tempo il primo ufficiale Spicer allungò la mano per far avanzare le leve di spinta per aumentare la potenza dei motori, ma il comandante Kehmeier scostò la mano e disse "Non ancora". Trenta secondi prima dell'impatto l'aereo si trovava a 1.000 piedi (300 m) sopra e a 1,25 miglia (2,0 km) dalla pista. Kehmeier indicò, nelle interviste post-incidente, che a questo punto spostò le leve di spinta nella posizione di potenza di decollo, ma i motori non avevano risposto correttamente. Tuttavia, sia le testimonianze degli altri membri dell'equipaggio di condotta che i dati del registratore di dati di volo (FDR) indicano che il tentativo di aggiungere potenza era avvenuto solo una decina di secondi prima dell'impatto.
Alle 17:52 l'aereo colpì il suolo 335 piedi (102 m) prima della pista, quindi slittò in avanti di 2.838 piedi (865 m). La separazione del carrello d'atterraggio e del motore n. 1 fu il risultato di una forza d'urto superiore alla loro resistenza strutturale progettata. Il guasto del carrello causò la rottura dei condotti del carburante nella fusoliera. Fu di più l'incendio risultante, piuttosto che l'impatto dello schianto, a causare 43 vittime. L'incidente era avvenuto circa quaranta minuti dopo il tramonto.

## Conclusioni

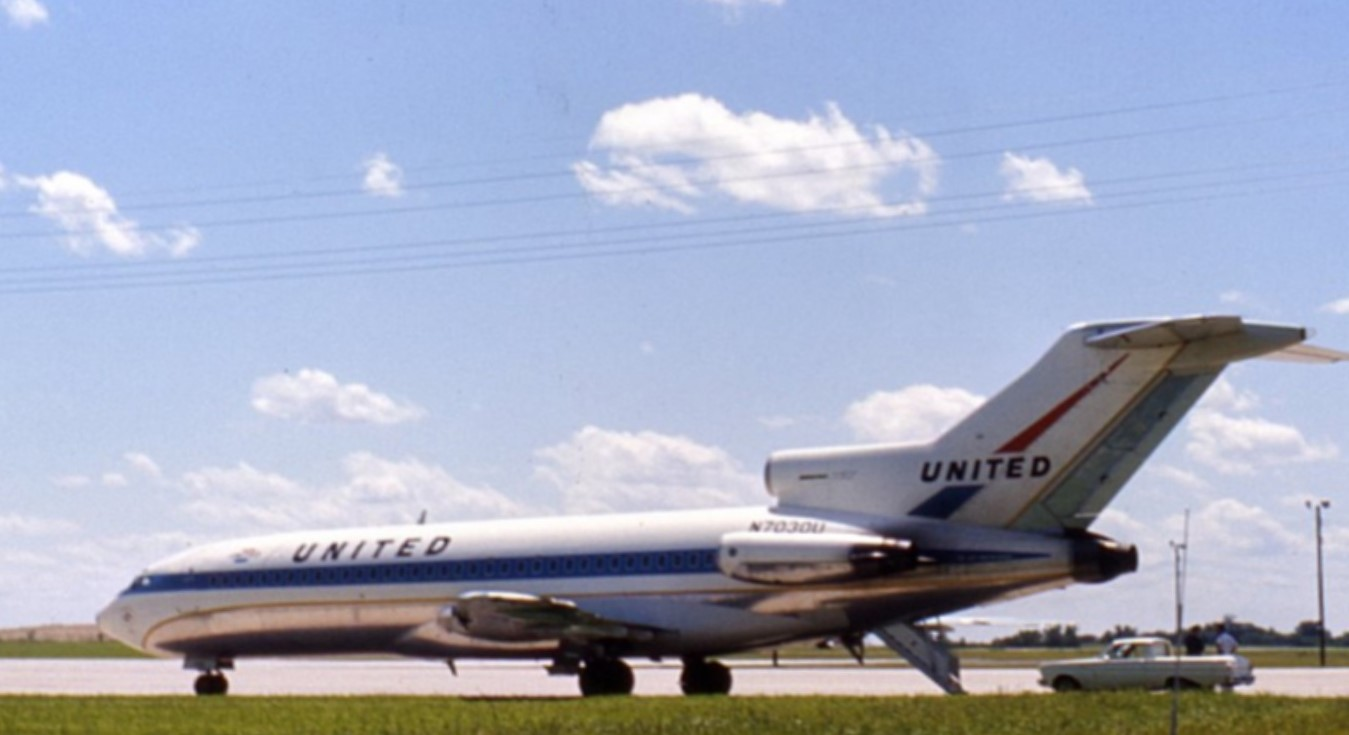
N7030U, l'aereo coinvolto, presente a Kansas City nel luglio 1965.

Questo incidente è stato interamente imputato al cattivo giudizio del comandante, Gale C. Kehmeier, per aver iniziato l'avvicinamento finale da una posizione troppo elevata e troppo vicina all'aeroporto per consentire una discesa a velocità normale e sicura. Permise all'aereo di volare nel segmento di avvicinamento finale (in condizioni visive) a una velocità di discesa di 700 m (700 piedi) al minuto (il triplo della velocità di discesa sicura). Quando l'aereo oltrepassò il radiofaro esterno, che segnava il segmento di avvicinamento finale, era 2.000 piedi (610 m) troppo alto.
Il primo ufficiale Spicer, che stava pilotando l'aereo sotto la supervisione del comandante, aveva tentato di aumentare la spinta del motore, ma il suo superiore gli disse che non era ancora il momento e gli tolse le mani dalla manetta. Kehmeier prese il comando negli ultimi secondi, ma era troppo tardi per evitare di schiantarsi prima della pista 34L. L'aereo colpì il suolo con una forza di accelerazione verticale di 4,7 g.
Quella forte forza d'impatto ruppe il carrello d'atterraggio principale sinistro e fece sì che il carrello destro rientrasse nella fusoliera, rompendo le linee del carburante pressurizzato. Mentre l'aereo continuava a scivolare lungo la pista sul carrello anteriore e sulla fusoliera, il carburante pressurizzato si incendiò all'interno della cabina, trasformando un incidente con sopravvissuti in un incidente mortale. Benché gravemente ustionate, molte delle 50 persone furono evacuate con successo.
L'indagine sull'incidente da parte del CAB (Civil Aeronautics Board) determinò che il comandante aveva affrontato un addestramento "a singhiozzi". Aveva fallito il suo corso di addestramento iniziale per il passaggio ai moderni jet ed era tornato a pilotare il DC-6. In seguito non riuscì nemmeno a superare un controllo annuale di routine sulla strumentazione.